# Angotia
Angotia es un género de foraminífero bentónico de la familia Chapmaninidae, de la superfamilia Rotalioidea, del suborden Rotaliina y del orden Rotaliida. Su especie tipo es Angotia aquitanica. Su rango cronoestratigráfico abarca el Luteciense (Eoceno medio).

## Clasificación
Angotia incluye a la siguiente especie:
- Angotia aquitanica †